# Nübu
Nübu is een jiedao van Lanxi, Jinhua, Zhejiang, Volksrepubliek China. 
De naam van deze jiedao betekent letterlijk vrouwenstad. 
Nübu is bekend om het oogsten van loquat. Hierbij wordt jaarlijks ongeveer 50.000 renminbi aan verdiend. In mei 2013 is voor de derde keer een feest georganiseerd in het teken van de loquat.
De jiedao heeft een berg en park met de naam Bailu Shan. In het midden van de elfde eeuw werd daar het Bailuklooster gebouwd. Heden ten dage bestaat deze boeddhististische tempel nog steeds. De tempel beslaat een oppervlakte van 1600 m².
In deze jiedao ligt het district Shuanglongshequ 双龙社区. Verder zijn er de volgende dorpen:
- Shangjiecun 上街村
- Xiajiecun 下街村
- Houbaocun 后包村
- Quanhucun 泉湖村
- Zejicun 泽基村
- Shangxinwucun 上新屋村
- Duyicun 渡一村
- Duercun 渡二村
- Dusancun 渡三村
- Zhutangcun 竹塘村
- Chengjiacun 程家村 (familie Cheng (程))
- Dawugangcun 大吴岗村
- Malinggangcun 马岭岗村
- Houzhengcun 后郑村
- Huatangcun 花塘村
- Ganshancun 甘山村
- Minzhucun 民主村
- Houjiaocun 后角村
- Dianqiancun 殿前村
- Tianfancun 田畈村
- Wutangcun 午塘村
- Loutangcun 楼塘村
- Qianyangcun 前阳村
- Xiatongcun 下童村 (familie Tong (童))
- Xialiucun 下刘村 (familie Liu (刘))
- Jiaoshicun 焦石村
- Xiapancun 下潘村 (familie Pan (潘))
- Xiashucun 下舒村
- Hongnishancun 虹霓山村
- Jiantancun 见坦村
- Langshancun 郎山村
- Muwucun 穆坞村
- Jinjiacun 金家村 (familie Jin (金))
- Shangcun 上村
- Xilongcun 西垅村
- Liwangcun 里王村
- Shucun 舒村